# Ritualer
Ritualer (nederländska: Rituelen) är en roman från 1980 av den nederländske författaren Cees Nooteboom. Handlingen följer två vänner, en som ständigt bryter mot regler och en som följer dem noga. Det var Nootebooms första roman på 17 år; efter att ha färdigställt De ridder is gestorven ("Riddaren är död") 1963 hade han istället arbetat som journalist och rest världen runt, "letande efter något att skriva om".
Ritualer vann F. Bordewijk-priset. Den utgavs på svenska 1988 i översättning av Signe Zeilich-Jensen och Ingrid Wikén Bonde. År 1989 utkom en filmatisering under samma titel, i regi av Herbert Curiel.